# Viola rotundifolia
Viola rotundifolia Michx. – gatunek roślin z rodziny fiołkowatych (Violaceae). Występuje naturalnie we wschodniej części Ameryki Północnej. W całym swym zasięgu jest gatunkiem najmniejszej troski, ale regionalnie – w Rhode Island – jest krytycznie zagrożony.

## Rozmieszczenie geograficzne
Rośnie naturalnie we wschodniej części Ameryki Północnej. Został zaobserwowany w Kanadzie (w prowincjach Ontario i Quebec) oraz Stanach Zjednoczonych (w Connecticut, Delaware, Georgii, Kentucky, Maine, Marylandzie, Massachusetts, New Hampshire, stanie Nowy Jork, Północnej Karolinie, Ohio, Pensylwanii, Rhode Island, Południowej Karolinie, Tennessee, Vermoncie, Wirginii i Wirginii Zachodniej).

## Morfologia
PokrójBezłodygowa bylina dorastająca do 1–20 cm wysokości. Tworzy grube i mięsiste kłącza.
LiścieLiście odziomkowe są od dwóch do pięciu, wyprostowane lub wznoszące się, często nakładające się na siebie u nasady, ich blaszka liściowa ma okrągławy, nerkowaty lub jajowaty kształt, mierzy 2–12 cm długości oraz 1,5–9 cm szerokości, jest karbowana lub piłkowana na brzegu (czasami gruczołowata lub orzęsiona), ma sercowatą nasadę i wierzchołek od zaokrąglonego do ostrego, jej powierzchnia jest owłosiona w całości lub proksymalnie. Ogonek liściowy jest owłosiony i osiąga 2–8 cm długości. Przylistki są równowąsko lancetowate, całobrzegie, o ostrym wierzchołku.
KwiatyPojedyncze, osadzone na zazwyczaj owłosionych szypułkach o długości 1,5–7 cm, wyrastających z kątów pędów. Mają działki kielicha o kształcie od lancetowatego do jajowatego. Płatki mają ciemnocytrynowo-żółtą barwę na obu powierzchniach, trzy płatki mają brązowo-purpurowe żyłki, dwa boczne są brodate, najniższy mierzy 8–11 mm długości, posiada żółtą, garbatą ostrogę o długości 1–2 mm. Główka słupka jest bezwłosa.
OwoceNagie torebki mierzące 5–10 mm długości, o elipsoidalnym kształcie. Nasiona mają beżową barwę i osiągają 1–2 mm długości.

## Biologia i ekologia
Rośnie w żyznych górskich lasach lub innych średnio wilgotnych lasach. Występuje na wysokości od 200 do 2000 m n.p.m. Kwitnie od marca do maja.
N.H. Russell w pracy z 1955 roku stwierdził, że V. rotundifolia jest prymitywnym przedstawicielem fiołka i prawdopodobnie jest jednym z protoplastów żółtych fiołków łodygowych w Ameryce Północnej. Uznał on również, że morfologicznie gatunek ten jest jednym z najbardziej niezmiennych fiołków i zasugerował, że jego najbliższym krewnym jest V. orbiculata.
Liczba chromosomów 2n = 12.